# Rasa del Malpàs (Lladurs)
La Rasa del Malpàs és un torrent afluent per la dreta del Riu Fred que fa tot el seu curs pel terme municipal de Lladurs. De direcció global cap a llevant, neix a escassos metres a llevant de la carretera de Cambrils d'Odèn a Montpol a menys de 400 m. al sud de la masia de Carissols. Poc després del seu naixement passa per la vora de la Font del Porc Fer, al peu del vessant obac del Serrat Ramader i, en el decurs del seu curs cap al seu col·lector, pasa pel sud de la Casanova de Serentill i del Serrat de Castellà. Desguassa al Riu Fred a 200 m. aigües avall de les runes de la masia de Riufred.
Tant els darrers 1.284 m. del seu curs com els terrenys circumdants que estan per sota de la cota dels 800 msnm, formen part del PEIN Ribera Salada. La seva xarxa hidrogràfica, que també transcorre íntegrament pel terme de Lladurs, està constituïda per 18 cursos fluvials la longitud total dels quals suma 11.508 m. Rep les aigües del Torrent de Sant Gili.